# 殘疾評估登記證
殘疾評估登記證（英語：Registration Card for Disability Assessment）是澳門特別行政區政府社會工作局向澳門居民中的殘疾人士發出的證件。該證件列出持證人的殘疾類別（視力、聽力、語言、肢體、智力和精神殘疾，可包括一種或多種殘疾類別）和程度（輕度、中度、重度和極重度殘疾，共四級），以及持證人的其他個人資料。

## 外部連結
- 澳門特別行政區政府社會工作局 （页面存档备份，存于）